# Kiss Me, Teacher
Kiss Me, Teacher (jap. 腐った教師の方程式 Kusatta Kyōshi no Hōteishiki) ist eine abgeschlossene Manga-Serie der japanischen Zeichnerin Kazuma Kodaka (unter anderem auch Kizuna), die über 1.700 Seiten umfasst und erstmals 1993 erschienen ist. Sie lässt sich dem Shōnen-Ai-Genre zuordnen und arbeitet viel mit Humor.

## Handlung
Der 16-jährige Atsushi Arisawa, der gut in der Schule ist und Sport verabscheut, erhält einen Brief von seinem Geliebten Masami. Dieser berichtet ihm, dass er Sanitäter an der Jogaoka-Oberschule sei, woraufhin sich Atsushi bemüht, auf diese Schule, die einen schlechten Ruf genießt, zu wechseln.
Dort angekommen bereut Atsushi seine Entscheidung beinahe, da Masamis Bruder, Masayoshi Shibata, der ebenfalls Sanitäter an der Schule ist und heimlich in seinen Bruder verliebt ist, ihn anmacht und die Vertretung für seine Klassenlehrerin ist. Zudem ist Atsushis Klasse voll von stark gebauten Typen; er wird jedoch vom gleichaltrigen Koji Inagaki beschützt, der auch für ihn schwärmt.
Erst nach einiger Zeit trifft Atsushi auf Masami. Atsushi hat einen Streit mit Masayoshi, der beschließt, Japan zu verlassen und zu seinem Vater nach Norwegen zu ziehen. Die Entscheidung macht Masami und dessen Partner, den Mathematiklehrer Toru Hagiwara, unglücklich.
Beim Abschied vertragen sie sich wieder. Da erkennt Atsushi, dass er nicht in Masami, sondern in Masayoshi verliebt ist. Am Flughafen angekommen schickt Masayoshis Vater seinen Sohn zurück zu Masami. Atsushi drängt sich in der Folgezeit Masayoshi auf, während Masayoshi Torus und Masamis Beziehung immer wieder stört. Masayoshi gesteht seinem Bruder sogar seine Liebe zu ihm. Außerdem will Inagaki Atsushi nicht aufgeben.

## Veröffentlichungen
Kiss Me, Teacher erschien in Japan von 1993 bis 2002 in Einzelkapiteln im Manga-Magazin Be x Boy, einem Magazin für Yaoi-Mangas. Der Biblos-Verlag brachte diese Einzelkapitel auch in zehn Sammelbänden heraus. Die aktuelle, fünfbändige Sammelausgabe erscheint bei Mediation.
Der Manga wurde unter anderem auch ins Deutsche und Italienische übersetzt. Die deutsche Fassung erscheint seit Juli 2005 bei Carlsen Comics, alle zehn Bände sind erschienen. Der vierte Band stand im November 2005 auf Platz elf der monatlich von Carlsen Comics und Egmont Manga und Anime ermittelten Charts der am besten verkauften Mangas in deutschen Buch- und Comicläden.
Der Manga diente als Vorlage für weitere Umsetzungen. J.C.Staff produzierte 1995 eine OVA mit zwei Folgen von 30 Minuten unter dem Titel Kusatta kyōshi no hōteishiki, zu der auch der Soundtrack erhältlich ist. Movic veröffentlichte zwischen 1998 und 1999 im Rahmen seiner Be x Boy CD Collection drei Audio-CDs, Marine Entertainment im Jahr 2002 zwei weitere.